# Flavine

Struttura della isoallossazina in forma ossidata.

La flavina (dal latino flavus, giallo), sono un gruppo di composti organici basati su un derivato della pteridina, la isoallossazina.
Un'importante sostanza appartenente al gruppo delle flavine è la riboflavina (vitamina B2) un costituente dei coenzimi implicati nel trasferimento di idrogeno, la flavin adenina dinucleotide (FAD) e la flavina mononucleotide (FMN). La riboflavina è formata dall'unione della flavina con il ribitolo, un derivato del ribosio. Le flavine sono composti idrosolubili.
La flavine sono in grado di partecipare a reazioni redox accettando elettroni, mentre nella forma ridotta (come per esempio FADH2) sono in grado di trasferire elettroni all'interno della catena di trasporto degli elettroni.
Paul Karrer vinse il premio Nobel per la chimica nel 1937, per i suoi studi sulle flavine e le vitamine.